# Lakepa (Tonga)
Lakepa  es una localidad del distrito de Nukunuku, en Tonga. Tenía una población de 309 habitantes en 2021.